# Шанлиурфаспор
«Шанлиурфаспор» (тур. Şanlıurfaspor) — турецький футбольний клуб з міста Шанлиурфа, в даний час виступає в Другій лізі, третьою за рівнем в системі футбольних ліг Туреччини. Домашні матчі команда проводить на стадіоні «Шанлиурфа 11 квітня», що вміщає 28 965 глядачів.

## Історія
«Шанлиурфаспор» був заснований в 1969 році. У тому ж році він почав свої виступи в Третій лізі, де грав роль аутсайдера. У 1977 році команда виграла свою групу Третьої ліги і вперше у своїй історії вийшла в Другу лігу. У 1985 році «Шанлиурфаспор» посів останнє 16-е місце у групі А Другої ліги і вилетів назад у Третю лігу. Через чотири роки клуб зміг повернутися в Другу лігу, але утриматись там не зміг і через сезон знову опустився в Третю лігу.
З 1995 по 2001 і з 2012 по 2017 рік «Шанлиурфаспор» виступав у другій за значимістю лізі Туреччини, яка стала Першою лігою.